# Silverfasan
Silverfasan (Lophura nycthemera) är en fågel i familjen fasanfåglar inom ordningen hönsfåglar. Den förekommer i sydöstra Asien, från Kina och Myanmar till Vietnam. Arten tros minska i antal, men beståndet anses vara livskraftigt.

## Utseende
Silverfasanen är stor fasan med spektakulär dräkt. Utseendet varierar geografiskt, men den långstjärtade hanen har antingen vit eller silvergrå ovansida med svart huvudtofs, bröst och buk. I norr är hanen vitare ovan än i syd, men har ändå vissa mörka teckningar på vingar och rygg. Honan är brunaktig med mycket kortare stjärt. Båda könen har bjärt rött ansikte och röda ben. Silverfasanen hybridiserar med närbesläktade kalijfasanen där utbredningsområdena möts, vilket skapar hybrider med varierande utseende.

## Utbredning och systematik
Silverfasanen förekommer huvudsakligen i Sydostasien, från södra Kina och norra Myanmar till södra Vietnam. Den delas in i 15 underarter med följande utbredning:
- Lophura nycthemera occidentalis – södra och centrala Kina (nordvästra Yunnan) och nordöstra Myanmar
- Lophura nycthemera rufipes – högländer i norra Myanmar (norra Shan-staten)
- Lophura nycthemera ripponi – högländer i norra Myanmar (södra Shan-staten)
- Lophura nycthemera jonesi – Myanmar till sydvästra Kina (sydvästra Yunnan) och centrala Thailand
- Lophura nycthemera omeiensis – södra centrala Kina (södra Sichuan)
- Lophura nycthemera rongjiangensis – södra och centrala Kina (sydöstra Guizhou)
- Lophura nycthemera beaulieui – södra och centrala Kina (sydöstra Yunnan) till norra Laos och norra Vietnam
- Lophura nycthemera nycthemera – södra Kina (Guangdong och Guangxi) till norra Vietnam
- Lophura nycthemera whiteheadi – Hainan (södra Kina)
- Lophura nycthemera fokiensis – sydöstra Kina (nordvästra Fujian och (?) Zhejiang)
- Lophura nycthemera berliozi – centrala Vietnam (Annamitiska bergskedjans västra sluttning)
- Lophura nycthemera beli – centrala Vietnam (Annamitiska bergskedjans östra sluttning)
- Lophura nycthemera engelbachi – södra Laos (Bolavenplatån)
- Lophura nycthemera lewisi – berg i sydvästra Kambodja och sydöstra Thailand
- Lophura nycthemera annamensis – bergsskogar i södra Vietnam

## Status och hot
Arten har ett stort utbredningsområde och en stor population, men tros minska i antal till följd av habitatförstörelse och jakt, dock inte tillräckligt kraftigt för att den ska betraktas som hotad. Internationella naturvårdsunionen IUCN kategoriserar därför arten som livskraftig (LC). Världspopulationen har inte uppskattats men den beskrivs som vida spridd och vanlig i rätt miljö.